# Viljo Halme
Viljo Halme (Helsinki, 24 januari 1907 – aldaar, 21 oktober 1981) was een voetballer uit Finland, die speelde als doelman voor HJK Helsinki en HPS Helsinki gedurende zijn carrière. Hij overleed op 74-jarige leeftijd in de Finse hoofdstad Helsinki.

## Interlandcarrière
Halme speelde in totaal dertig interlands voor de nationale ploeg van Finland in de periode 1932–1939. Hij vertegenwoordigde (als reservespeler) zijn vaderland bij de Olympische Spelen van 1936 in Berlijn, Duitsland, waar Finland in de eerste ronde werd uitgeschakeld na een 7-3 nederlaag tegen Peru. Doelpuntenmakers namens Finland in dat duel waren Ernst Grönlund, Pentti Larvo en William Kanerva.